# Грушівський юрт
Грушівський юрт — юрт у складі Черкаського округу області Війська Донського.
До юрту належали поселення (з даними на 1859 рік):
- Грушівська — козацька станиця положена при впливі струмка Грушівка до Тузлової у 7 верстах від Новочеркаська; 225 дворових господарств; 1987 осіб (1030 чоловіків й 957 жінок); православна церква;
- Кам’янобродський — козацький хутір положений над річкою Тузлів у 13 верстах від Новочеркаська; 65 дворових господарств; 286 осіб (136 чоловіків й 150 жінок);
- Шумківський — власницьке поселення положена над річкою Малий Несвітай у 10 верстах від Новочеркаська; 16 дворових господарств; 116 осіб (59 чоловіків й 57 жінок);
- Назарівський — власницьке поселення положена над річкою Малий Несвітай у 22 верстах від Новочеркаська; 9 дворових господарств; 46 осіб (24 чоловіків й 22 жінок).

За даними на 1873 рік у Грушівському юрті було 546  дворових садиб, 3 кибитки й 34 недворових садиб; мешкало 3347 осіб (1636 чоловіків й 1711 жінок). Тоді до складу Грушівського юрту відносилися:
- Грушівська козацька станиця мала 431 дворових садиб й 29 садиб; 2673 осіб (1295 чоловіків й 1378 жінок);
- Кам'янобродський хутір у 17 верстах від окружної станиці мала 111 дворових садиб, 5 бездворових садиб й 3 кибитки; 651 особа (328 чоловіків й 323 жінок);
- Архієрейський хутір був положений над річкою Тузлів при впливі у неї Великого Несвітаю у 13 верстах від окружної станиці й Новочеркаської поштової станції; мала 4 дворових садиб; 23 особи (13 чоловіків й 10 жінок).

Грушівська станиця тепер є окремим поселенням у Аксайському районі; Кам'янобродський хутір - є поселенням Кам'яний Брід у Родіоново-Несвітайському районі; Архієрейський хутір зник.